# Hayley Tullett
Hayley Tullett (Swansea, Reino Unido, 17 de febrero de 1973) es una atleta británica, especialista en la prueba de 1500 m, en la que ha logrado ser medallista de bronce mundial en 2003.

## Carrera deportiva
En el Mundial de París 2003 ganó la medalla de bronce en los 1500 metros, con un tiempo de 3:59.95 segundos que fue su mejor marca personal, llegando a la meta por detrás de la rusa Tatyana Tomashova y la turca Süreyya Ayhan (plata).